# Parque provincial Juan de Fuca
El Parque Provincial Juan de Fuca es un parque provincial ubicado en la costa oeste de la isla de Vancouver en Columbia Británica, Canadá. El parque fue establecido el 4 de abril de 1996 mediante la combinación de tres antiguos parques - China Beach, Loss Creek y Botanical Beach - en un parque provincial. Es la ubicación de la mayor parte de la senda marítima Juan de Fuca, que es un complemento al sur del Sendero de la Costa Oeste dentro de la Reserva del Parque nacional de la Cuenca del Pacífico.

## Historia
La región fue reconocida como biológicamente significativa, y Josephine Tilden de la Universidad de Minnesota instaló la primera estación de investigación marina en el noroeste del Pacífico en Botanical Beach en 1901. La Universidad de Minnesota mantuvo una estación de investigación aquí durante cinco años, pero la abandonaron en 1906. Conway MacMillan renunció a la Universidad de Minnesota después de que la universidad se negó a tomar posesión de la tierra en un país diferente. Después de la salida de la Universidad de Minnesota, la Universidad de Columbia Británica, la Universidad de Washington, la Universidad Simon Fraser y la Universidad de Victoria han realizado investigaciones en el área. Antes del establecimiento, había varios parques en el área que protegían lo que ahora está dentro de los límites del parque.

### Antiguos parques
El Parque Provincial Loss Creek era un parque de clase A de 21 hectáreas (52 acres) establecido el 29 de junio de 1959 en el puente sobre el arroyo del mismo nombre. Era el más pequeño y menos desarrollado de los tres parques.
El Parque Provincial China Beach era un parque Clase A de 61 hectáreas (150 acres) establecido el 4 de enero de 1967. Fue el mejor desarrollado de los tres parques anteriores, con un área de uso diurno y un campamento accesible para vehículos. La creación del parque se produjo en un intercambio entre el gobierno provincial y una empresa forestal. Al permitir la tala en el Parque Provincial Bedwell Valley de Strathcona, la empresa acordó entregar la tierra a China Beach.
El Parque Provincial Botanical Beach fue un parque de Clase A de 351 hectáreas (870 acres) establecido en 1989. Era el más grande de los tres parques anteriores. En el momento de su creación, el parque era un 76% de entorno natural, con planes para la restauración completa de todo el parque. Esto incluyó 231 hectáreas (570 acres) de tierra y 120 hectáreas (300 acres) de playa. El parque se estableció para fomentar la educación y la investigación en el área. Se estableció una reserva natural en 1961 y se amplió en 1966 para incluir 47 hectáreas (120 acres) y 2200 metros (2400 yardas) de costa. La propuesta inicial para el parque se investigó en 1981, y el parque final se estableció en 1989 como parque de Clase A. El acceso al parque ha sido posible por el camino de ripio actual desde antes de su establecimiento.

### Consolidación
El 4 de abril de 1996, BC Parks consolidó los tres parques anteriores en un solo parque más grande llamado Parque Provincial Juan de Fuca. El nuevo parque también incluía las áreas localmente populares y anteriormente desprotegidas de Sombrio Beach y Mystic Beach.

## Geografía

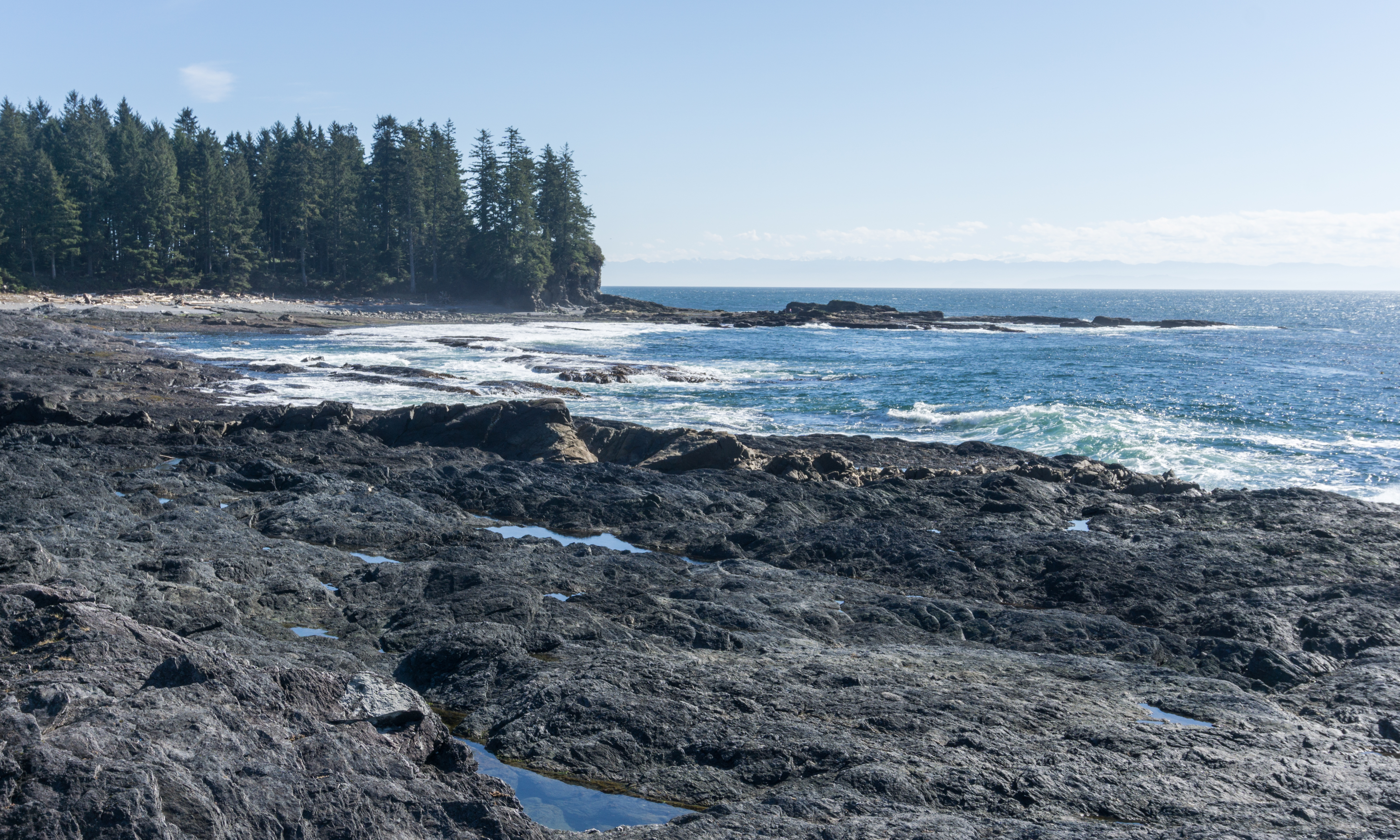
Botanical Beach, ubicada en el extremo norte del Parque Provincial Juan de Fuca cerca de Port Renfrew

El parque tiene una superficie de 15.28 km² (5.90 millas cuadradas). El Sendero Marino Juan de Fuca era originalmente parte de un sendero de salvamento que daba servicio a esta área, conocida en ese momento como el Cementerio del Pacífico. Se ha mejorado y mantenido a lo largo de los años y ahora es una ruta de senderismo de 47 km (29 millas) muy popular, muy similar a West Coast Trail en el Parque nacional de la Cuenca del Pacífico.
El parque está ubicado a 35 km (22 millas) al oeste de Sooke y 36 km (22 millas) al este de Port Renfrew, Columbia Británica.

## Conservación
La función principal del Parque Provincial Juan de Fuca es proteger una zona costera única y muy pintoresca entre Sooke y Port Renfrew a lo largo del Estrecho de Juan de Fuca. El parque abarca un amplio espectro de valores naturales, desde los bosques hasta la vida silvestre, que deben ser protegidos y manejados para reflejar el propósito para el que fue creado. El Parque Provincial Juan de Fuca proporciona un hábitat protegido y un corredor natural para muchas especies más grandes de mamíferos de la costa oeste como pumas, ciervos, osos negros, lobos, nutrias, focas y leones marinos. Las estrellas de mar y los erizos de mar rojos, morados y anaranjados, los percebes blancos de cuello de cisne, los mejillones azules y las anémonas de mar verdes y los pepinos de mar solo comienzan a insinuar el colorido espectro de la vida intermareal que prospera aquí.

## Recreación
Las siguientes actividades recreativas están disponibles: acceso para vehículos y campamentos en la naturaleza, caminatas, picnics, caminatas interpretativas, natación, canotaje y kayak, pesca, buceo, windsurf y surf. La playa se visita mejor durante la marea baja.